# Tux Commander
Tux Commander je správce souborů pro Linuxové systémy, s podobným stylem ovládaní jako Total Commander či Krusader. Tux Commander je napsán v Pascalu a využívá grafických knihoven GTK+ (gtk2forpascal). Jeho autorem je Čech Tomáš Bžatek. Od roku 2009 je dále nevyvíjený.